# Ubuntu Cola
Cet article concerne la boisson. Pour les autres significations, voir Ubuntu.
Ubuntu Cola est une marque commerciale de soda certifié par la Fairtrade Labelling Organizations. Fabriqué avec du sucre équitable du Malawi et de la Zambie, Ubuntu Cola est le premier cola britannique certifié équitable.
Il est disponible en vente au Royaume-Uni, en Suède, Norvège, Irlande, Belgique, France, Italie, Suisse, Luxembourg et sur internet,.
La boisson est disponible en canettes en aluminium de 33 cl, en bouteilles plastiques PET de 50 cl et en bouteilles de verre de 27,5 cl.

## Nom
La boisson tient son nom de la philosophie africaine Ubuntu, qui signifie Je suis ce que je suis grâce à ce que nous sommes tous.

## Commerce équitable
Le sucre du Ubuntu Cola provient de coopératives de travail associé équitables à Kasinthula (Malawi) et Kaleya (Zambie). Les fermiers membres de ces coopératives reçoivent 4 $ par jour, ce qui est environ six fois supérieur au salaire moyen dans ces deux pays.